# جل خور
جل خور (بالفارسية: جل خور) هي قرية تقع في قسم كلان الريفي (مقاطعة إيوان) في إيران. يقدر عدد سكانها بـ 47 نسمة .